# Nikola Uzunović
Nikola Uzunović (Niš, 3. svibnja 1873. – Beograd, 19. lipnja 1954.), srpski političar. Predsjednik Vlade Kraljevine SHS/Jugoslavije od 8. travnja 1926. do 17. travnja 1927. pa u drugom navratu od 27. siječnja do 22. prosinca 1934. Član Narodne radikalne stranke. Bio je sudac i načelnik općine Niš, 1904. prvi put postaje zastupnik u srbijanskoj skupštini. Jedan od osnivača i prvi vođa Jugoslovenske radikalne seljačke demokratije.